# 北京夜班公交

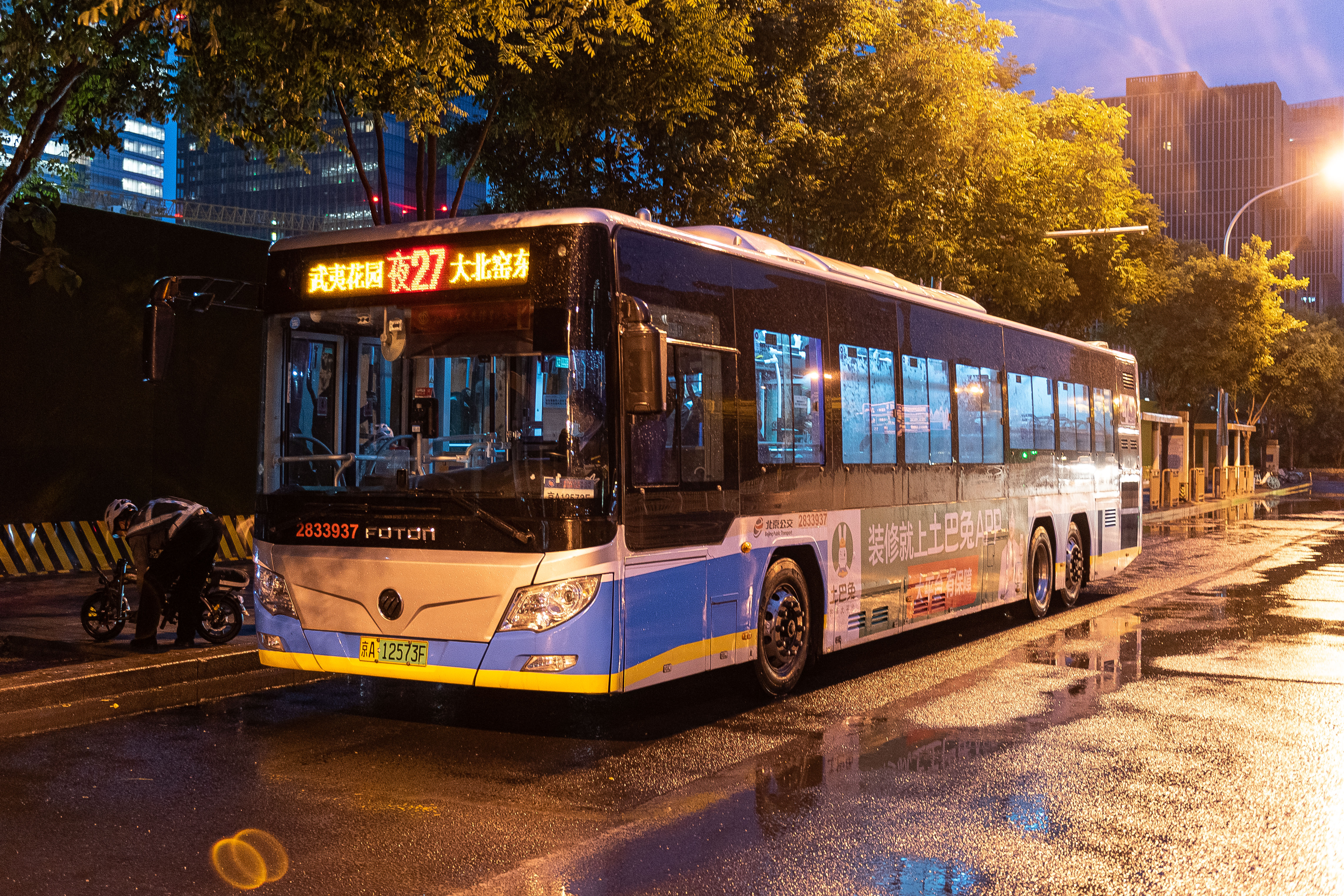
由通州武夷花园开往大北窑的夜27路

北京夜班公交，是一个在夜间服务北京市市区的公共交通系统，是北京公交的组成部分。北京夜班公交由北京公共交通集团运营，使用车型为公共汽车和无轨电车。至2019年12月27日，北京市共有夜班公交线路37条，每夜发车860班，并在回龙观、天通苑两个卫星城设置单向的夜班接驳公交7条，每夜发车25班。

## 历史
“夜班公交”一词，最早在1956年即出现在北京市的报纸上。当时的夜班公交，多是指在21时以后发车的公交车加班。1958年8月至1960年9月28日期间，北京公交曾开行由湾子经广安门、珠市口、猪市大街至十里堡沿当时1路、9路站点停车的夜班线；后由于燃油紧缺停驶:234。
1963年1月，北京站至北京南站的20路公交车延长营业时间，以满足两座火车站夜间乘客进出站的需求:198, 234。
1970年11月23日，北京市开行了第一批3条夜班公交线路:234-235。1972年，北京公交系统进行“文化大革命”爆发后的唯一一次客流调查:268。随后，本来没有线路编号首批3条夜班公交线路连同20路夜班车，分别被授予201路至204路的公交线路编号:182。这前后夜班公交才专指深夜运行的公交线路。1972年《北京日报》曾报道称4条夜班公交线路“把市内主要街道、路口都照顾到了”。
1992年3月30日，北京市开行了第二批8条夜班公交线路，编号为205路至212路:235。2008年11月15日，又开行了第三批3条夜班公交线路。2014年初时，不少乘客反映，公交夜班车发车间隔太长：有调查指出，每天凌晨两点前，大部分夜班车发车间隔基本上都是1小时一趟车；两点至收班，等一趟夜班车至少需要一个半小时。
2014年9月22日，北京公交集团对北京市的夜班公交线路进行重新调整整合，开行第四批19条夜班公交线路，北京市的夜班公交线路达到34条。同时，各条夜班公交班次统一为每晚12班（见下文“班次”一节），夜班公交线路编号也重新调整为夜1至夜36路。
2016年9月21日，北京公交集团又开行至通州的夜27路、至回龙观的夜38路，并将夜26路延伸至天通苑地区。
2019年7月19日，北京公交集团根据北京市对夜间经济交通保障的部署，将25条夜班公交线路在0点至1点之间班次加密至每20分钟一班；并且在回龙观、天通苑地区开行7条单向的夜间接驳公交。
2019年12月27日，北京公交集团开行经由两广路至通州北京城市副中心的夜29路。

## 班次

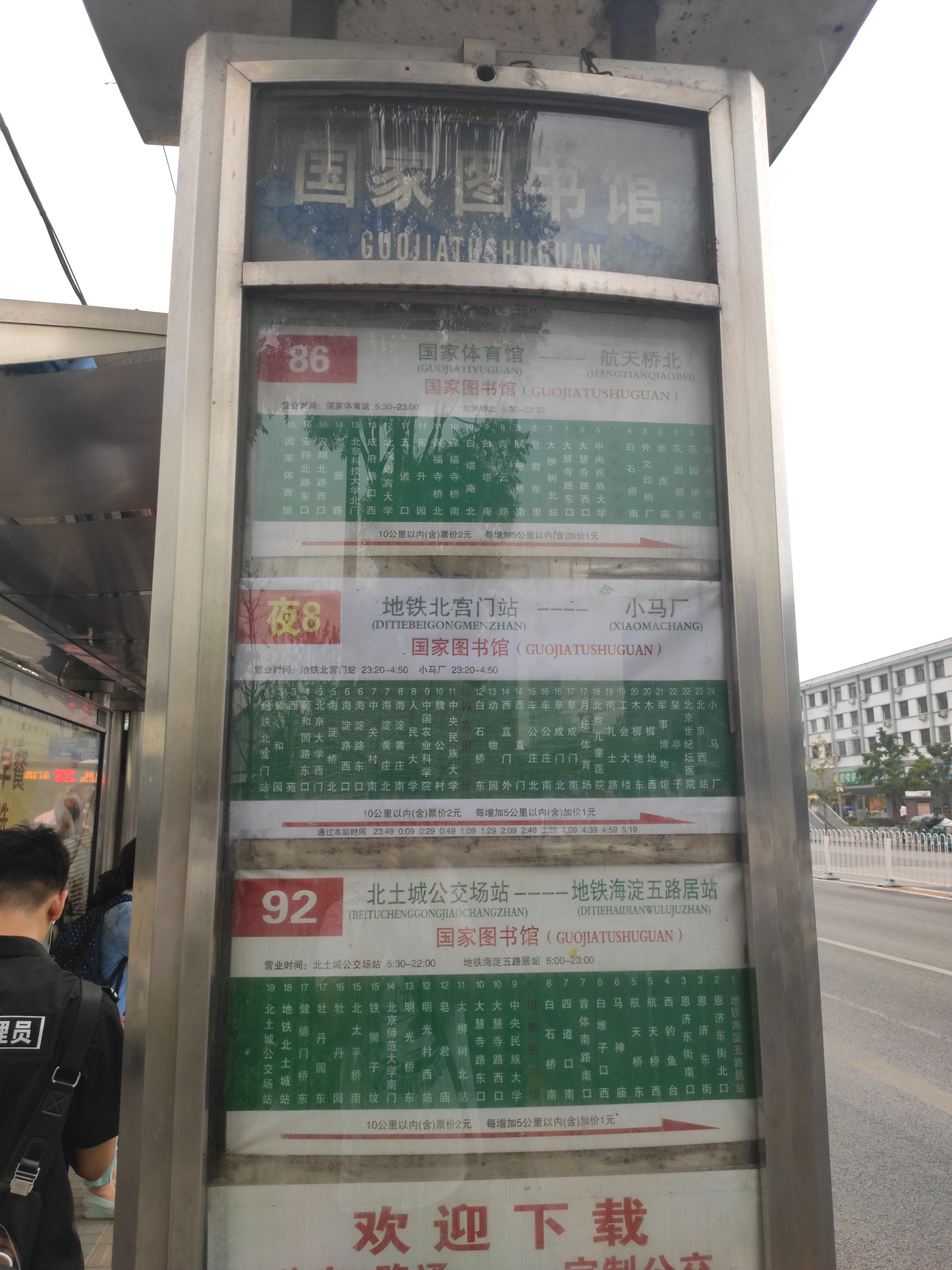
2019年7月19日起，包括夜8路在内的25条夜班公交线路加开班次。全市的相关公交指示牌的班次信息也相应进行了更新

根据2014年7月公布的班次表，北京市夜班公交线路的发车班次间隔为：23:20-24:00发车间隔20分钟，24:00-1:00发车间隔30分钟，1:00-3:40发车间隔40分钟，3:40-4:10发车间隔30分钟，4:10-4:50发车间隔20分钟。在各个发车时间点，会从全部36条线路的首末站同步发车。
2019年7月19日，北京公交集团将部分夜班公交线路在0点至1点之间班次加密至每20分钟一班，即增加一班。
| 发车班次         | 1     | 2     | 3    | 4    | 加班 | 5    | 6    | 7    | 8    | 9    | 10   | 11   | 12   |
| ---------------- | ----- | ----- | ---- | ---- | ---- | ---- | ---- | ---- | ---- | ---- | ---- | ---- | ---- |
| 不加开班次的线路 | 23:20 | 23:40 | 0:00 | 0:30 | —    | 1:00 | 1:40 | 2:20 | 3:00 | 3:40 | 4:10 | 4:30 | 4:50 |
| 加开班次的线路   | 23:20 | 23:40 | 0:00 | 0:20 | 0:40 | 1:00 | 1:40 | 2:20 | 3:00 | 3:40 | 4:10 | 4:30 | 4:50 |

## 开行线路及票价
夜班常规线路共32条，其中2组（4条）线路为环形线路，所以实际使用30个编号。
- 奇数编号路线的范围为夜1~夜29，均为东西走向。夜9路于2025年7月26日撤销，夜11路于同月2日撤销，夜21路于同月9日撤销，现时奇数编号路线共有12条。
- 偶数编号路线的范围为夜2~夜38，其中编号逢10的线路为环形线路，其余线路为南北走向。夜10路于2025年7月26日撤销，现时偶数编号路线共有20条。

夜班常规线路的票价与日间普通公交的票价一致，为累进票价。